# Máscara Dorada
Máscara Dorada (ur. 3 listopada 1988 w Guadalajarze) – meksykański zamaskowany profesjonalny wrestler, najbardziej znany z występów w federacji WWE w brandzie Raw w dywizji cruiserweight pod pseudonimem ringowym Gran Metalik. Jest najbardziej znany z występów w Consejo Mundial de Lucha Libre (CMLL). Jego prawdziwe imię i nazwisko jest nieznane. Dorada zadebiutował w 2005 jako Plata II oraz później jako Metallik; jego obecny pseudonim ringowy oznacza po polsku „złota maska”.
W jednym czasie był czterokrotnym mistrzem w CMLL, gdzie był w posiadaniu Mexican National Trios Championship, CMLL World Trios Championship, CMLL World Super Lightweight Championship i CMLL World Welterweight Championship. Jest byłym czterokrotnym posiadaczem CMLL World Welterweight Championship. W styczniu 2015 podpisał kontrakt z New Japan Pro-Wrestling (NJPW), lecz do CMLL powrócił w lutym 2016. Ponadto był w posiadaniu Occidente Welterweight Championship.

## Kariera profesjonalnego wrestlera

### Consejo Mundial de Lucha Libre (2005–2016)
Po odbyciu treningów z Gran Cochissem i El Satanico, luchador zadebiutował 14 lipca 2005. Początkowo występował jako Plata II, będąc kopią oryginalnego Platy występującego w latach 90. Szybko zmienił pseudonim ringowy na Metalik, co było lekką modyfikacją jego postaci Plata II. 13 kwietnia 2008 pokonał Depredadora o Occidente Welterweight Championship, lokalny tytuł w Consejo Mundial de Lucha Libre (CMLL). Miesiąc później wygrał swój pierwszy Luchas de Apuestas match, gdzie jego stawką była maska, a przegranego Jeque były włosy. Metalik wziął udział w turnieju Torneo Gran Alternativa 2008, w którym żółtodzioby współpracowały z weteranami. On i Dos Caras Jr. dotarli do finału i przegrali z Último Guerrero i Dragón Rojo Juniorem.
W 2007 CMLL podpisało kontrakt z Mascarita Sagrada 2000, lecz nie mogli używać jego dotychczasowego pseudonimu, który zmienili na Mascarita Dorada. Jego postać była na tyle dużym sukcesem, że w 2008 utworzyli „większą” wersję Mascarity Dorady. Tradycyjnie mniejsi lub karłowaci wrestlerzy mieli zdrobnioną nazwę, lecz tym razem to większy wrestler przybrał regularną nazwę. W ten sposób 7 listopada 2008 Metalik otrzymał pseudonim Máscara Dorada, gdzie swojej drużynie pomógł pokonać Averno, Mephisto i Ephesto. Przez resztę 2008 Dorada występował głównie w tag teamach. 4 kwietnia 2009 CMLL odebrało Rocky’emu Romero CMLL World Super Lightweight Championship i ogłosiło turniej o nowego posiadacza, w skład którego uczestnikiem był Máscara Dorada. Dorada wygrał Tornero Cibernetico pokonując dziewięciu innych wrestlerów i zdobył CMLL Super Lightweight Championship. Wziął udział w inauguracyjnym Universal Championship Tournament, gdzie w pierwszej rundzie został wyeliminowany przez Black Warriora. 19 grudnia 2009 zostało ogłoszone przez Comisión de Box y Lucha Libre Mexico D.F., że Poder Mexica zostało odebrane Mexican National Trios Championship z powodu opuszczenia CMLL przez Warriora, tym samym ogłosiło ośmio-drużynowy turniej. Dorada, Stuka Jr. i Metro pokonali w pierwszej i drugiej rundzie kolejno Los Guerreros Tuareg (Arkangel de la Muerte, Loco Max i Skándalo) oraz Los Cancerberos del Infierno (Virus, Euforia i Pólvora).

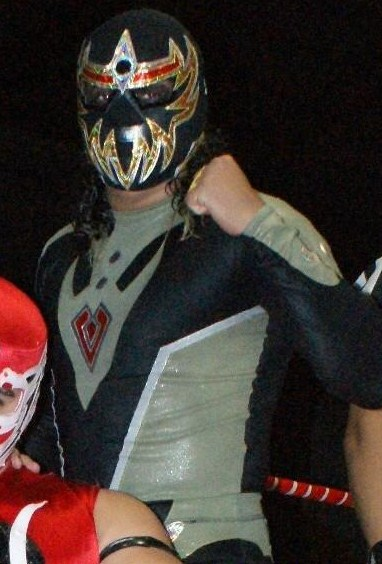
Dorada na arenie Coliseo de Monterrey w 2010.

6 stycznia 2010 Dorada, Stuka Jr. i Metro pokonali Poder Mexica i zdobyli Mexican National Trios Championship, dzięki czemu Dorada stał się podwójnym mistrzem. 22 stycznia wraz z Atlantisem wziął udział w turnieju Torneo Nacional de Parejas Increibles, w którym zły charakter (Atlantis) i dobry charakter (Dorada) współpracowali w drużynie. Duo pokonało w pierwszej rundzie Dragona Rojo i La Sombrę, Mr. Niebla i Maximo w drugiej, a także Místico i Averno w półfinale. 5 lutego 2010 pokonali Negro Casasa i La Mascarę wygrywając cały turniej.
14 maja 2010 Dorada, La Sombra i La Máscara pokonali posiadaczy CMLL World Trios Championship La Ola Amarilla (Hiroshiego Tanahashiego, Okumurę i Taichiego) w non-title matchu. Tydzień później ponownie ich pokonali i zdobyli tytuły trzyosobowych drużyn. Posiadacz trzech mistrzostw Dorada wziął udział w turnieju Universal Championship 2010, gdzie był pierwszym wrestlerem wyeliminowanym w Battle Royalu, lecz pokonał partnera i posiadacza Mexican National Trios Championship Stukę Juniora. W drugiej rundzie odpadł będąc pokonanym przez Último Guerrero. 7 września 2010 pokonał Negro Casasa i zdobył CMLL World Welterweight Championship, dzięki czemu stał się pierwszą osobą w historii CMLL w posiadaniu czterech mistrzostw naraz. 18 listopada Dorada ogłosił, że oddaje swój Mexican National Trios Championship, a jego drużyna Metro i Stuka Jr. znajdą nowego partnera.
22 stycznia 2011 podczas gali Fantastica Mania 2011 utracił CMLL World Welterweight Championship na rzecz Ryusuke Taguchi’ego. 25 lutego on i Atlantis pokonali w finale Blue Panthera i Dragóna Rojo Juniora stając się kolejnymi zwycięzcami turnieju Torneo Nacional de Parejas Increibles. 7 kwietnia zawiesił CMLL World Super Lightweight Championship tłumacząc, że chce przejść do dywizji wagi średniej. Po tym jak Dorada powrócił z touru po Japonii wraz z CMLL World Welterweight CHampionship, La Generación Dorada utraciło CMLL World Trios Championship 15 lipca 2011 na rzecz Los Hijos del Averno (Averno, Ephesto i Mephisto). 11 listopada 2012 Dorada utracił CMLL World Welterweight Championship na rzecz Pólvory.
2 czerwca 2013 Dorada pokonał Negro Casasa i odebrał od niego NWA World Historic Welterweight Championship po raz pierwszy w swojej karierze. 16 czerwca on i jego grupa Los Estetas del Aire (Místico i Valiente) zdobyli CMLL World Trios Championship. 19 listopada stracił NWA World Historic Welterweight Championship na rzecz Voladora Juniora. 28 marca 2014 Los Estetas del Aire również światowe tytuły trio.
2 stycznia 2015 Dorada pokonał Negro Casasa w finale turnieju o CMLL World Welterweight Championship i stał się jego posiadaczem po raz trzeci. Tego samego miesiąca, pomimo współpracy CMLL z NJPW, Dorada podpisał roczny kontrakt z japońską federacją i musiał opuścić CMLL. Do meksykańskiej promocji powrócił 1 lutego 2016. 3 maja jego czwarte panowanie jako CMLL World Welterweight Champion zakończyła przegrana z Mephisto. 11 listopada 2016 zawalczył w ostatniej walce dla CMLL, gdzie wraz z Atlantisem i Diamente Azulem pokonał Bárbaro Cavernario, El Felino i Negro Casasa.

### New Japan Pro-Wrestling (2010–2016)
W kwietniu 2010 zostało ogłoszone, że Máscara Dorada i Valiente wybiorą się w podróż do Japonii i w maju wezmą udział w pierwszym turnieju Super J Tag Team Tournament federacji New Japan Pro-Wrestling. W pierwszej rundzie przegrali z byłymi posiadaczami IWGP Junior Heavyweight Tag Team Championship Ryusukem Taguchim i Princem Devittem. W listopadzie Dorada i La Sombra wzięli udział w pięciodniowym Super J Tag League, gdzie po wygraniu dwóch z czterech walk zajęli trzecie miejsce w swoim bloku i nie dotarli do finałów. 4 stycznia 2011 duo wystąpiło podczas gali Wrestle Kingdom V, gdzie pokonali Jushina Thunder Ligera i Héctora Garzę.
Dorada powrócił do New Japan 16 kwietnia, gdzie on i Tama Tonga pokonali Ligera i King Fale. Większość touru przepracował w roli heela, gdzie głównie współpracował z członkami stajni Chaos. 3 maja podczas gali Wrestling Dontaku 2011 przegrał z Ligerem o CMLL World Middleweight Championship. Wziął udział w turnieju Best of the Super Juniors 2011, lecz zajął szóste z dziewięciu miejsc w swoim bloku. 18 czerwca podczas gali Dominion 6.18 pokonał Taguchiego i obronił CMLL World Welterweight Championship. Trzy dni później Dorada wystąpił w J Sports Crown Openweight 6 Man Tag Tournament; on, posiadacz IWGP Heavyweight Championship Hiroshi Tanahashi i KUSHIDA pokonali w pierwszej rundzie Briana Kendricka, Gedo i Jado. Następnego dnia zostali wyeliminowani przez Giant Bernarda, Ligera i Karla Andersona. Podróż z New Japan zakończyła się porażką dla Dorady, gdzie on, Tanahashi, Hiroyoshi Tenzan, Tiger Mask i Wataru Inoue zostali pokonani przez Chaos (Dicka Togo, Gedo, Jado, Masato Tanakę i Yujiro Takahashiego).
4 stycznia 2012 powrócił do New Japan i wystąpił podczas gali Wrestle Kingdom VI, na której on, Liger, KUSHIDA i TIger Mask pokonali Atlantisa, Taichiego, Takę Michinoku i Valiente w eight-man tag team matchu. Dwa tygodnie później wziął udział w galach Fantastica Mania 2012: pierwszej nocy on i Rush przegrali z Hirookim Gotō i KUSHIDĄ, zaś dzień później skutecznie obronił CMLL World Welterweight Championship w singlowej walce z KUSHIDĄ. W styczniu kolejnego roku wziął udział w kolejnych wydarzeniach Fanstastica Mania 2013. Podczas trzeciej nocy był częścią turnieju torneo cibernetico, w którym był ósmą osobą wyeliminowaną z walki. We wrześniu wystąpił w kolejnym tourze, tym razem walcząc przeciwko członkom stajni Bullet Club. 289 września podczas gali Destruction 2013 zdobył zwycięstwo dla swojej czteroosobowej drużyny przypinając Bucanero. Kolejne wystąpienia Dorady nastąpiły podczas gal Fantastica Mania 2014, podczas których nie zdołał zdobyć NWA World Historic Welterweight Championship od Voladora Juniora. W maju wziął udział w kolejnym turnieju Best of the Super Juniors 2014 zdobywając trzy zwycięstwa i cztery porażki. W październiku wraz z Bushim brał udział w turnieju Super Junior Tag Tournament 2014, jednakże odpadli w pierwszej rundzie będąc pokonanym przez reDRagon (Bobby’ego Fisha i Kyle’a O’Reilly’ego).
W styczniu 2015 odniósł sukces podczas gal Fantastica Mania 2015, gdzie on i Atlantis wygrali Fantastica Mania 2015 Tag Tournament. Podczas trzeciej nocy gal podpisał roczny kontrakt z New Japan Pro-Wrestling. Po przeprowadzeniu wywiadów, w których proponował unifikację tytułów CMLL World Welterweight Championship i IWGP Junior Heavyweight Championship, 11 lutego Dorada wezwał panującego mistrza Kenny’ego Omegę do walki. Pojedynek odbył się 5 kwietnia podczas gali Invasion Attack 2015, lecz Dorada został pokonany przez Omegę. W przyszłym miesiącu wziął udział w turnieju Best of the Super Juniors 2015 i ukończył go na trzecim miejscu z pięcioma wygranymi i dwiema porażkami. 19 grudnia utracił CMLL World Welterweight Championship na rzecz Bushiego z powodu interwencji członka stajni Los Ingobernables de Japon, Evila. Zdołał odzyskać tytuł 22 stycznia 2016 podczas gali Fantastica Mania 2016. Ostatnia walka Dorady dla NJPW odbyła się dwa dni później.

### WWE

#### Dywizja cruiserweight (od 2016)
13 czerwca 2016 WWE ogłosiło Doradę (występującego pod pseudonimem Gran Metalik) jako uczestnika turnieju Cruiserweight Classic. W wywiadzie ogłosił, że pomimo wystąpienia w turnieju wciąż jest pracownikiem CMLL, zaś Finn Bálor był osobą, która zaprosiła go do udziału. W WWE chciał użyć poprzedniego pseudonimu „Metalik”, aczkolwiek federacja zdecydowała się na użycie zmodyfikowanej wersji. W pierwszej rundzie turnieju Metalik pokonał Alejandro Saeza, zaś 14 lipca pokonał Tajiriego w kolejnej rundzie. Dobę później ogłoszono, że Metalik podpisał kontrakt z WWE. 26 sierpnia odniósł kolejne zwycięstwo pokonując Akirę Tozawę w ćwierćfinale. 14 września odbyły się półfinały i finał, w których Metalik pokonał Zacka Sabre’a Juniora, jednakże finał, trofeum Cruiserweight Classic i nowy WWE Cruiserweight Championship zdobył jego przeciwnik TJ Perkins.
5 września podczas odcinka tygodniówki Raw, Metalik został ogłoszony jednym z członków nadchodzącej dywizji cruiserweight. Zadebiutował dwa tygodnie później biorąc udział w fatal 4-way matchu o miano pretendenta do WWE Cruiserweight Championship na gali Clash of Champions, który wygrał Brian Kendrick. 18 listopada wystąpił podczas gali typu Lista pojęć związanych z wrestlingiem#House show rozwojowego brandu NXT, gdzie przegrał z Andrade „Cien” Almasem.
14 lutego 2017 po raz pierwszy wystąpił podczas tygodniówki 205 Live, gdzie pokonał Drewa Gulaka. W kolejnym wystąpieniu z 16 maja przegrał z Noamem Darem. Po kilkumiesięcznej absencji powrócił 1 sierpnia przegrywając z Tonym Nesem, jednakże dwa tygodnie później on i Cedric Alexander pokonali Nese’a i Gulaka. 21 sierpnia podczas odcinka tygodniówki Raw Metalik, Rich Swann, Alexander i Mustafa Ali pokonali Gulaka, Ariyę Daivariego, Nese’a i Dara. 5 września podczas tygodniówki 205 Live wystąpił w five-way elimination matchu o miano pretendenta do Cruiserweight Championship będącego w posiadaniu Neville’a, lecz został wyeliminowany jako drugi przez Alexandra, zaś całą walkę wygrał Enzo Amore.

## Inne media
Postać Dorado po raz pierwszy przedstawiono w grze WWE 2K18.

## Życie prywatne
Podczas wywiadu z Lucha World z 2016, Dorada ujawnił, że jest ojcem dwójki córek. On i jego rodzina wciąż mieszkają w Guadalajarze w Meksyku.

## Styl walki
- Finishery
  - Dorada Screwdriver[88] (CMLL/NJPW) / Metalik Driver (WWE) (Samoan driver)[74][76][81]
- Inne ruchy
  - Jako Gran Metalik
    - Diving elbow drop, czasem podczas chodzenia po linach lub w wersji springboarding[82][89][90]
    - Diving splash, czasem podczas chodzenia po linach[91][92]
    - Diving crossbody[83][92]
    - Frankensteiner[84]
    - Moonsault, czasem podczas chodzenia po linach[84][85][93]
    - Wariacje hurricanrany
      - Diving hurricanrana, czasem podczas chodzenia po linach[76][89][91][94]
      - Running hurricanrana[74][81][95]

    - Wariacje kopnięć
      - Front missile dropkick, czasem podczas chodzenia po linach lub podczas wykonywania slingshotu[83][85][86][93]
      - Overhead kick w przeciwnika poza ringiem[74][76][95][96]
      - Superkick[74][76][86][96]
      - Springboard dropkick, czasem podczas chodzenia po linach[74][76]

    - Wariacje somersault sentonów
      - Brillo Metalik (Suicide)[76][79][81][92]
      - Diving senton bomb[74]

    - Open-handed chop[74][79][89]
    - Somersault arm drag, czasem podczas chodzenia po linach[83][84][85][93]
    - Suicide dive[76]
    - Springboard moonsault w przeciwnika poza ringiem[82][83][92]
    - Standing moonsault[76][79]
    - Spinning one-handed bulldog[82][89][91][96]
    - Springboard back elbow[74][76][82]
    - Springboard crossbody[81][94]
    - Springboard arm drag[81][82][90]
    - Slingshot arm drag[96]
    - Wheelbarrow arm drag, czasami w wersji springboard[74][81][92]

  - Jako Máscara Dorada
    - Brillo Dorada (Topé con Giro po zeskoku ze środkowej liny)[1]
- Przydomki
  - „El Joven Maravilla”[97]
  - „El Rey de las Cuerdas”[3]
  - „The Crown Jewel of Lucha Libre”
- Motywy muzyczne
  - „El Son de la Negra” ~ Mariachi Vargas de Tecalitlán[1]
  - „Tornado” ~ May's[98]
  - „Metálico” ~ CFO$ (WWE; od 19 września 2016)[99]

## Mistrzostwa i osiągnięcia
- Consejo Mundial de Lucha Libre

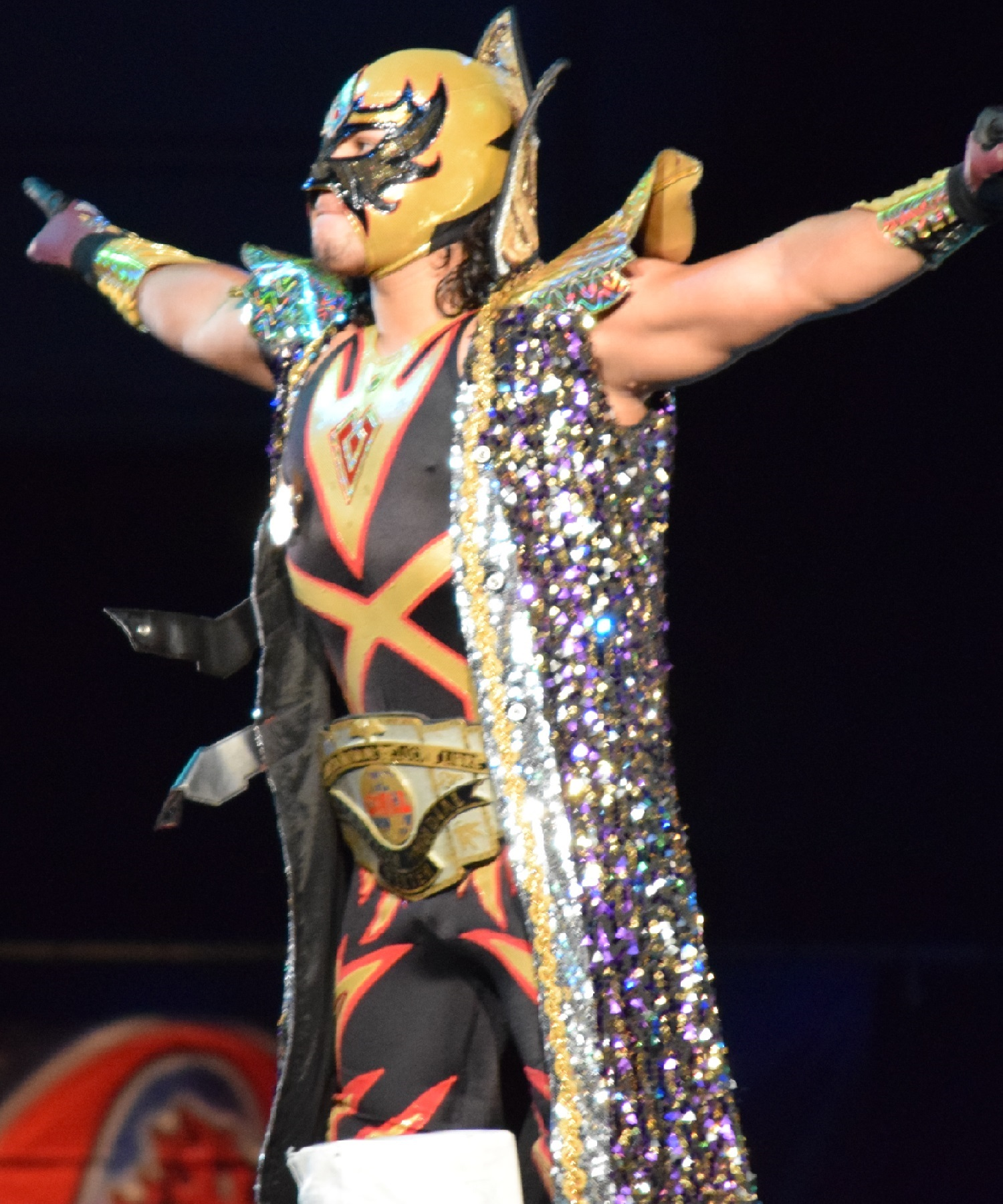
Dorada będący w posiadaniu CMLL World Welterweight Championship.

  - CMLL World Super Lightweight Championship (1 raz)[10]
  - CMLL World Trios Championship (2 razy) – z La Sombrą i La Máscarą (1)[17] oraz Místico i Valiente (1)[27]
  - CMLL World Welterweight Championship (4 azy)[19]
  - Mexican National Trios Championship (1 raz) – z Metro i Stuką Juniorem[13]
  - NWA World Historic Welterweight Championship ([1 raz)[26]
  - Occidente Welterweight Championship (1 raz)[6]
  - CMLL Torneo Nacional de Parejas Increibles (2010 i 2011) – z Atlantisem[15][22]
  - Torneo Corona – z La Sombrą
  - CMLL Trio of the Year (2010) – z La Sombrą i La Máscarą
- New Japan Pro-Wrestling
  - Fantastica Mania Tag Tournament (2015) – z Atlantisem[61]
- Pro Wrestling Illustrated
  - PWI umieściło go w top 500 wrestlerów rankingu PWI 500: 240. miejsce w 2010; 273. miejsce w 2011; 239. miejsce w 2012; 152. miejsce w 2013; 343. miejsce w 2014; 291. miejsce w 2016; 209. miejsce w 2017[100]

### Rekordy Luchas de Apuestas
| Zwycięzca       | Przegrany     | Lokacja              | Gala       | Data              | Odn.  |
| --------------- | ------------- | -------------------- | ---------- | ----------------- | ----- |
| Metalik (maska) | Jeque (włosy) | Guadalajara, Jalisco | Live event | 18 maja 2008(dts) | [ 6 ] |